# Martin Lancaster

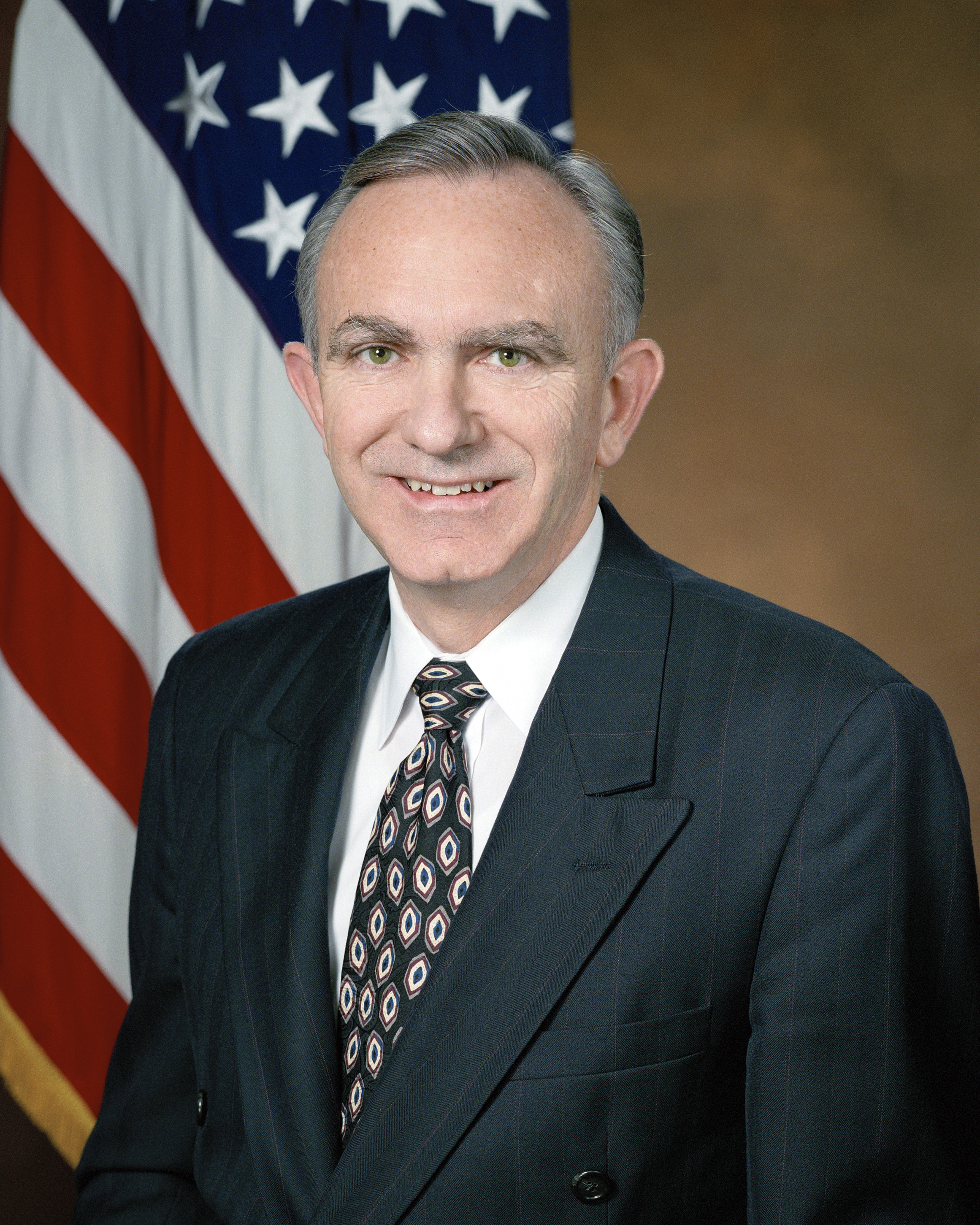
Martin Lancaster (1996)

Harold Martin Lancaster (* 24. März 1943 in Patetown, Wayne County, North Carolina) ist ein US-amerikanischer Politiker. Zwischen 1987 und 1995 vertrat er den Bundesstaat North Carolina im US-Repräsentantenhaus.

## Werdegang
Martin Lancaster besuchte die öffentlichen Schulen im Wayne County, wo er auf einer Tabakfarm aufwuchs. Danach studierte er bis 1965 an der University of North Carolina in Chapel Hill. Nach einem anschließenden Jurastudium an derselben Universität und seiner 1967 erfolgten Zulassung als Rechtsanwalt begann er für die US Navy als Militäranwalt zu arbeiten. Bis 1970 war er im aktiven Dienst, danach gehörte er bis 1993 der Reserve dieser Waffengattung an. Nach dem Ende seiner Zeit als Militäranwalt wurde er 1970 als privater Rechtsanwalt in Goldsboro tätig. Gleichzeitig schlug er als Mitglied der Demokratischen Partei eine politische Laufbahn ein.
Zwischen 1978 und 1986 war Lancaster Abgeordneter im Repräsentantenhaus von North Carolina. Bei den Kongresswahlen des Jahres 1986 wurde er im dritten Wahlbezirk von North Carolina in das US-Repräsentantenhaus in Washington, D.C. gewählt, wo er am 3. Januar 1987 die Nachfolge von Charles Orville Whitley antrat. Nach drei Wiederwahlen konnte er bis zum 3. Januar 1995 vier Legislaturperioden im Kongress absolvieren. Dort war er Mitglied im Streitkräfteausschuss, im Landwirtschaftsausschuss, im Ausschuss für Fischerei und die Handelsmarine sowie im Committee on Small Business. Bei den Wahlen des Jahres 1994 unterlag Lancaster dem Republikaner Walter B. Jones.
Im Jahr 1995 gehörte er zum Beraterstab von Präsident Bill Clinton; von 1996 bis 1997 war er als Nachfolger von Nancy P. Dorn stellvertretender Heeresminister (Assistant Secretary of the Army) für den Bereich Baumaßnahmen. Zwischen 1997 und 2008 fungierte er als Präsident des North Carolina Community College System. Seit 2008 arbeitet er in Raleigh als Mitglied einer der größten Anwaltskanzleien dieser Stadt.